# Cithaerias pyropina
Cithaerias pyropina är en fjärilsart som beskrevs av Frederick DuCane Godman och Osbert Salvin 1868. Cithaerias pyropina ingår i släktet Cithaerias och familjen praktfjärilar. Inga underarter finns listade i Catalogue of Life.

## Bildgalleri

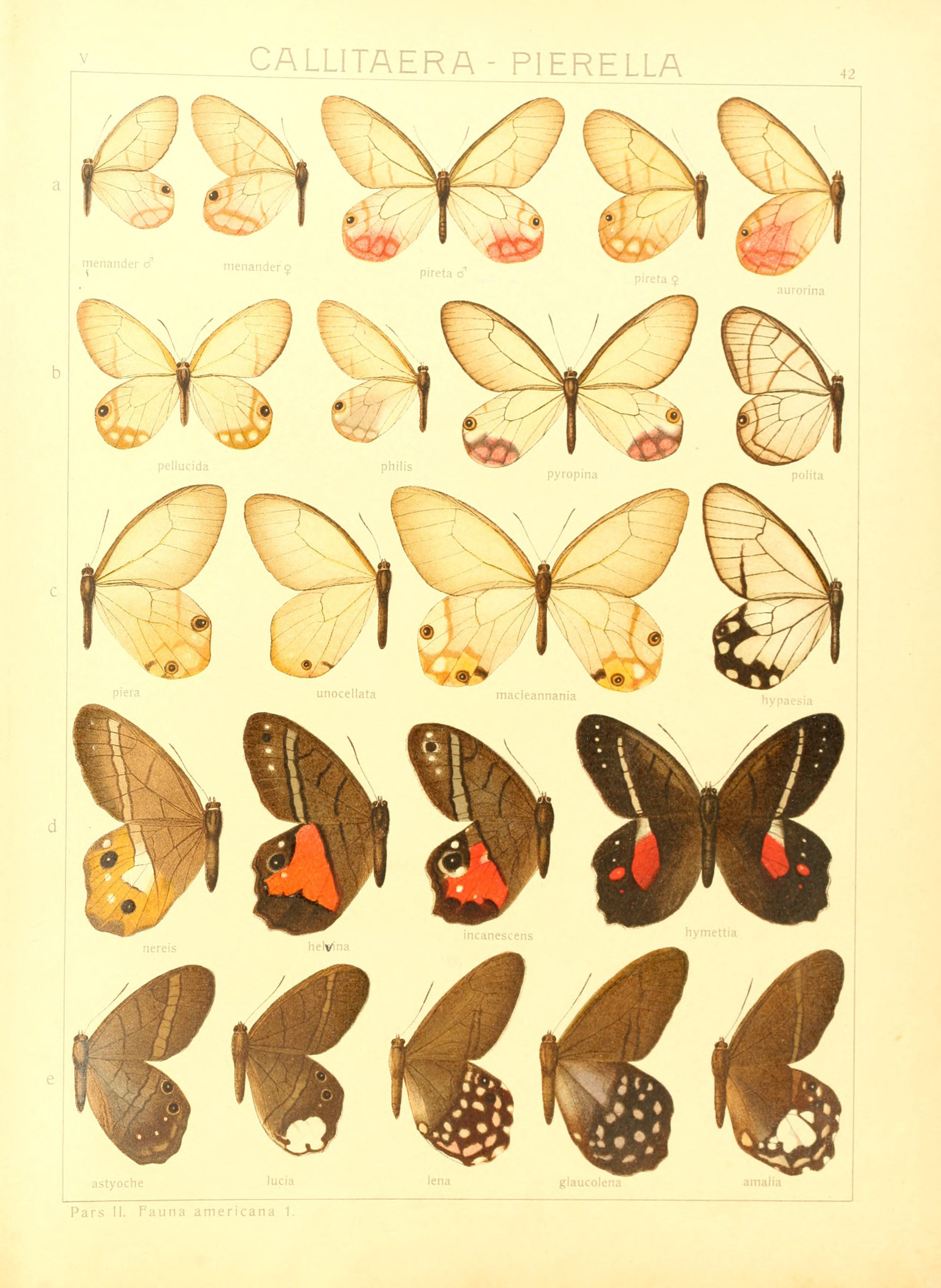